# Harve Presnell
George Harvey Presnell (Modesto, 14 settembre 1933 – Santa Monica, 30 giugno 2009) è stato un attore statunitense.

## Biografia
Si sposò due volte: prima dal 1957 al 1966 con Sheryl M. Green, da cui ebbe due figli; 11 giorni dopo il divorzio, si sposò con Veeva Suzanne Hamblen, da cui ebbe tre figli e con cui rimase fino alla morte.
Tra gli altri, partecipò ai film Voglio essere amata in un letto d'ottone (1964), Doringo! (1965) e La ballata della città senza nome (1969), ma è noto in particolare per i ruoli di Wade Gustafson in Fargo (1996) e del generale George Marshall in Salvate il soldato Ryan (1998).
Malato da tempo di cancro al pancreas, morì il 30 giugno 2009 all'età di 75 anni.

## Filmografia parziale

### Cinema
- Voglio essere amata in un letto d'ottone (The Unsinkable Molly Brown), regia di Charles Walters (1964)
- Doringo! (The Glory Guys), regia di Arnold Laven (1965)
- La ballata della città senza nome (Paint Your Wagon), regia di Joshua Logan (1969)
- Il mondo intero (The Whole Wide World), regia di Dan Ireland (1996)
- Fargo, regia di Joel ed Ethan Coen (1996)
- Per amore di Vera (Larger Than Life), regia di Howard Franklin (1996)
- L'ultimo appello (The Chamber), regia di James Foley (1996)
- Face/Off - Due facce di un assassino (Face/Off), regia di John Woo (1997)
- In viaggio verso il mare (Julian Po), regia di Alan Wade (1997)
- Salvate il soldato Ryan (Saving Private Ryan), regia di Steven Spielberg (1998)
- Patch Adams, regia di Tom Shadyac (1998)
- La leggenda di Bagger Vance (The Legend of Bagger Vance), regia di Robert Redford (2000)
- The Family Man, regia di Brett Ratner (2000)
- Mr. Deeds, regia di Steven Brill (2002)
- Old School, regia di Todd Phillips (2003)
- Flags of Our Fathers, regia di Clint Eastwood (2006)
- Un'impresa da Dio (Evan Almighty), regia di Tom Shadyac (2007)
- Love Ranch, regia di Taylor Hackford (2010)

### Televisione
- Lois & Clark - Le nuove avventure di Superman (Lois & Clark: The New Adventures of Superman) – serie TV, 5 episodi (1995-1997)
- Star Trek: Voyager – serie TV, episodio 3x11 (1996)
- Jarod il camaleonte (The Pretender) – serie TV, 31 episodi (1997-2000)
- Dawson's Creek – serie TV, 9 episodi (2000-2001)
- Il camaleonte assassino (The Pretender 2001), regia di Frederick King Keller – film TV (2001)
- L'isola del fantasma (The Pretender: Island of the Haunted), regia di Frederick King Keller – film TV (2001)
- Streghe (Charmed) – serie TV, 1 episodio (2004)
- E.R. - Medici in prima linea (ER) – serie TV, 1 episodio (2006)

### Doppiaggio
- American Dad! – serie TV, 2 episodi (2007-2009)

## Doppiatori italiani
Nelle versioni in italiano delle opere in cui ha recitato, Harve Presnell è stato doppiato da:
- Dante Biagioni in Il mondo intero, Jarod il camaleonte, Mr. Deeds, Un'impresa da Dio, Detective Monk
- Dario De Grassi in Fargo, L'ultimo appello
- Luciano De Ambrosis in Per amore di Vera, Cold Case - Delitti irrisolti
- Cesare Barbetti in Voglio essere amata in un letto d'ottone
- Sergio Tedesco in Doringo!
- Vittorio Congia in Face/Off - Due facce di un assassino
- Carlo Sabatini in La guerra dei bugiardi
- Renato Mori in Salvate il soldato Ryan
- Gianni Musy in Patch Adams
- Domenico Maugeri in Dawson's Creek
- Wladimiro Grana in La leggenda di Bagger Vance
- Carlo Baccarini in The Family Man
- Carlo Reali in Old School
- Stefano Albertini in Squadra Med - Il coraggio delle donne